# Verlag am Galgenberg
Der Verlag am Galgenberg, auch Kurzform Galgenberg, war von 1985 bis 1993 ein deutscher Buchverlag mit dem Geschäftssitz in der Straße Lange Reihe 29 im Hamburger Stadtteil St. Georg. Das schwarze Signet bestand aus einem auf einem gleichschenkligen Dreieck sitzenden und rechtsblickenden Geier.

## Geschichte

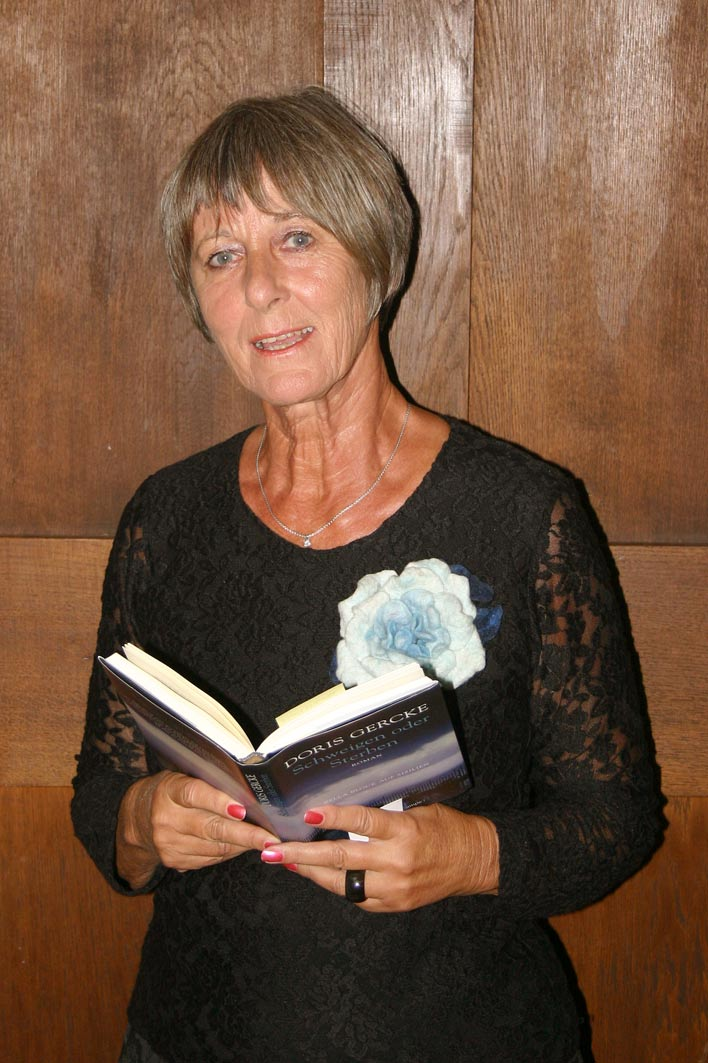
Erstveröffentlichungen bei Galgenberg: Doris Gercke liest aus ihrer Reihe Bella Block.

Der Verlag, den Peter Lohmann 1985 mitbegründete, führte den Namen nach dem historischen Galgen, der seit 1554 in St. Georg stand. Lohmann leitete den Verlag bis zum Konkurs im Jahr 1993. Bei Galgenberg erschienen bedeutende Erstveröffentlichungen, die danach von größeren Verlagen übernommen wurden. Der Verlag am Galgenberg wurde vor allem durch seine Belletristik-Titel bekannt: 
Von 1988 bis 1991 veröffentlichte der Verlag beispielsweise die ersten sechs Bella-Block-Romane von Doris Gercke. Auch Übersetzungen bedeutender ausländischer Literatur erschienen hier zum ersten Mal, etwa 1987 Honigberg von Latife Tekin, bevor Großverlage sie später erneut herausbrachten. Der Verlag veröffentlichte außerdem Werke folgender Autoren: Ales Adamowitsch, Maria Bachmann, Annette Berr, Douglas Coupland, Norberto Fuentes, Almudena Grandes, Ernst Kahl, Jörg Schröder, Gerd Spiekermann, Kurt Tucholsky, Najem Wali, Tom Wittgen, Gabriele Wolff. 
Galgenberg veröffentlichte als ein renommierter Hamburger Verlag (Hamburger Abendblatt) über regionale Themen, Frauen- und Männerthemen und über Sexualität. Ein früher Schwerpunkt waren auch türkische Autoren: vor Latife Tekin erschienen im Verlagsprogramm noch Werke Nazlı Erays, Yusuf Atılgans und Aysel Özakıns.
Der Verlag hatte im Jahr 1992 sieben feste Mitarbeiter, brachte ein Halbjahresangebot von etwa zehn Titeln heraus und machte einen Jahresumsatz von 2 Millionen DM. Durch den Verdrängungswettbewerb auf dem Buchmarkt geriet der Kleinverlag Ende 1992 in eine existenzielle Krise: Er litt unter Umsatzrückgang, fehlendes Kapital und Remissionen. Eine geplante Büro- und Vertriebsgemeinschaft mit dem Hamburger Verlag Rasch und Röhring, der vor allem für sein Sachbuchprogramm bekannt war, kam nicht mehr zustande. Der Verleger Peter Lohmann musste Anfang 1993 den Konkurs seines Verlags am Galgenberg anmelden.
Das Verlagsprogramm konnte noch von 1994 bis 1996 beim Hamburger Verlag Rasch und Röhring als Edition Galgenberg fortgeführt werden. In der Edition Galgenberg erschienen unter anderem Werke folgender Autoren: Ingvar Ambjørnsen, Anke Gebert, Anne Holt, José Ángel Mañas, Peter Schmidt.

## Verlagsprogramm (Auswahl)

### Verlag am Galgenberg
- Ales Adamowitsch: Die letzte Pastorale. Aus dem Russischen von Uwe Groth und Nina Letnewa. 1989, ISBN 3-925387-43-9
- Almudena Grandes: Lulú. Die Geschichte einer Frau. 1990, ISBN 3-925387-73-0
- Doris Gercke: Kinderkorn. 1991, ISBN 3-44272703-0.
- Doris Gercke: Nachsaison. 1991, ISBN 3-442-72635-2.
- Gabriele Wolff: Himmel und Erde. 1991, ISBN 3-596-11394-6.
- Tom Wittgen: Pilotenspiel. 1992, ISBN 3-87058-126-3.
- Tom Wittgen: Staatsjagd. 1992, ISBN 3-87058117-4.
- Doris Gercke: Der Krieg, der Tod, die Pest. 1994, ISBN 3-92538769-2.

### Edition Galgenberg
- Ingvar Ambjørnsen, Ausblick auf das Paradies. 1995, ISBN 3-89136535-7.
- Peter Schmidt: Trojanische Pferde. 1996, ISBN 3-89136595-0.